# Edvard Beneš

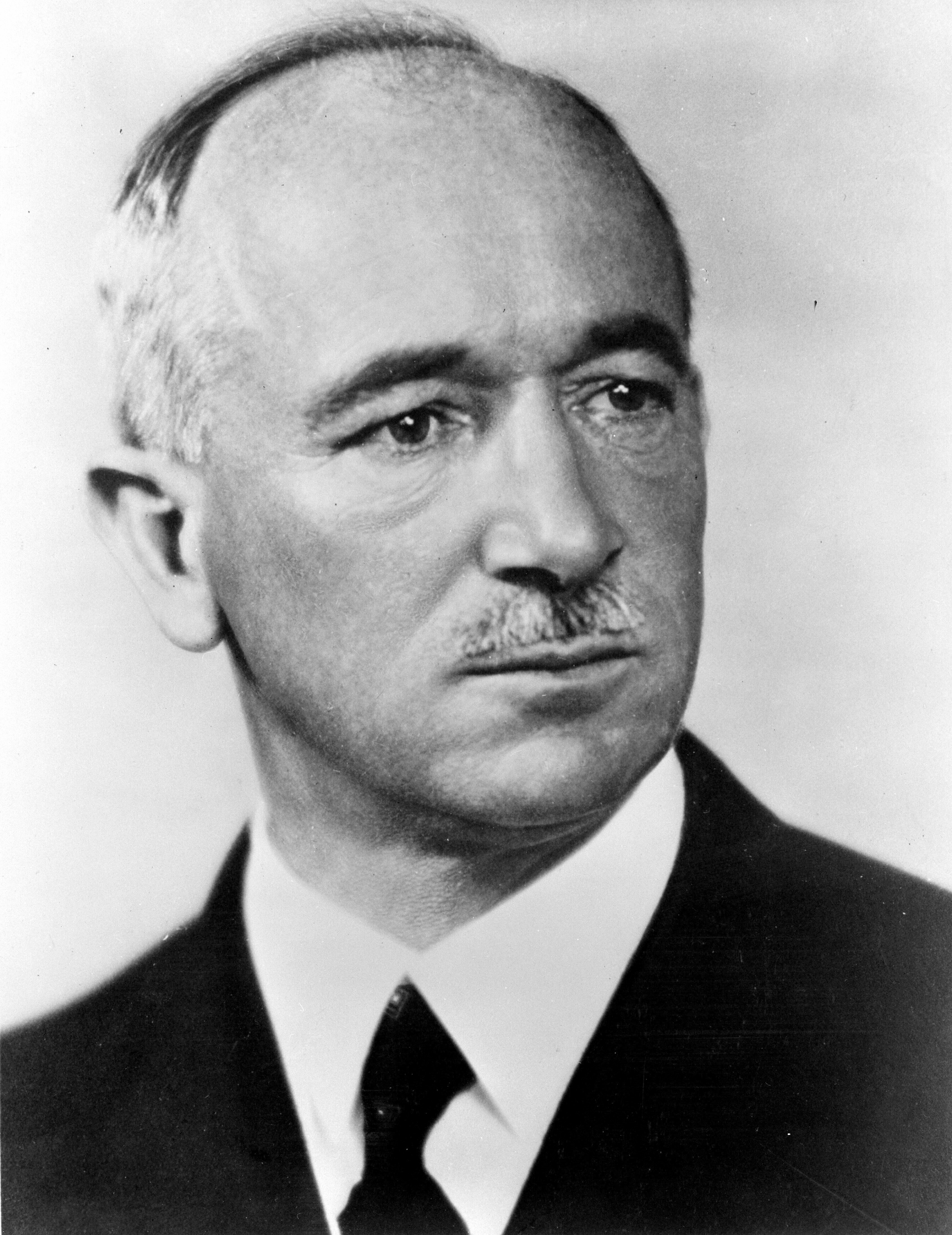
Edvard Beneš (um 1942)

Edvard Beneš [ˈɛdvart ˈbɛnɛʃ] anhörenⓘ (dt. auch Eduard Benesch; * 28. Mai 1884 in Kožlany, damals Kronland Böhmen, Österreich-Ungarn; † 3. September 1948 in Sezimovo Ústí, Tschechoslowakei) war ein tschechoslowakischer Politiker (ČSNS), einer der Mitbegründer der Tschechoslowakei sowie tschechoslowakischer Außenminister (1918–1935), Ministerpräsident (1921–1922) und Staatspräsident (1935–1938 und 1945–1948 als Staatspräsident sowie 1940–1945 Präsident im Londoner Exil). Er ist Namensgeber der Beneš-Dekrete.

## Jugend
Edvard Beneš war das zehnte Kind eines Kleinbauern und wurde auf den Namen Eduard getauft (als Kind „Edek“ genannt), später änderte er seinen Namen auf Edvard. Nach seinem Studium in Prag und in Frankreich (Paris und Dijon) arbeitete Beneš zunächst als Hochschullehrer für Soziologie an der Karls-Universität Prag.

## Politische Tätigkeit während des Ersten Weltkriegs

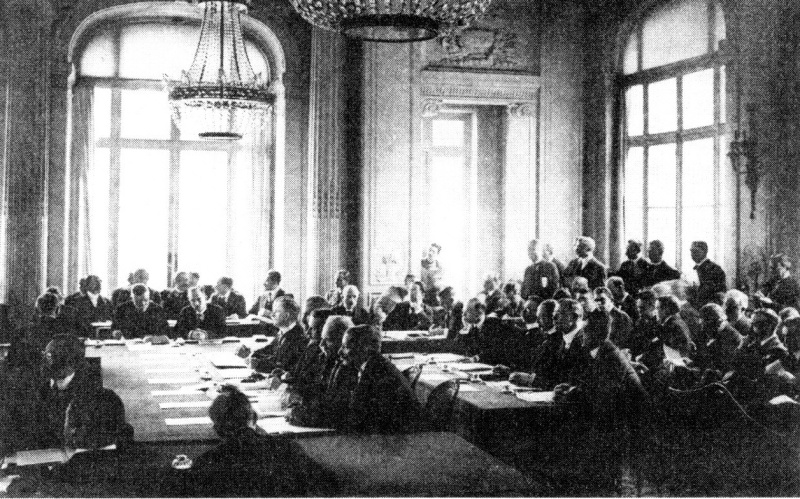
Beneš beim Friedensvertrag von Versailles (rechts am Ende des linken Tischs)

Während des Ersten Weltkriegs gründete Beneš zusammen mit anderen die tschechische anti-österreichische Widerstandsorganisation Maffie. Ab 1915 setzte er sich (zusammen mit vor allem Tomáš Garrigue Masaryk und dem Slowaken Milan Rastislav Štefánik) von Paris aus für tschechische und slowakische nationale Bestrebungen ein: Er hielt Vorlesungen zum Slawentum an der Sorbonne und war Mitbegründer und Generalsekretär des 1916 gegründeten Tschechoslowakischen Nationalausschusses (anfangs kurz „Tschechischer Nationalrat“ genannt). 1916 veröffentlichte er in Paris das Manifest „Détruisez l'Autriche-Hongrie“, in dem er zur Zerschlagung der Österreich-ungarischen Monarchie aufrief.
Mit seinem Engagement für die tschechische Sache erwirkten er und andere im Frühjahr 1917 die Aufstellung der Tschechoslowakischen Legionen. Sie erreichten, dass der Tschechoslowakische Nationalrat 1918 von Frankreich als alleiniger Vertreter des geplanten tschechoslowakischen Staates anerkannt wurde und ein Recht auf Mitsprache bei den Verhandlungen zum Vertrag von Versailles bekam.

## Außenminister der Tschechoslowakei (1918 bis 1935)

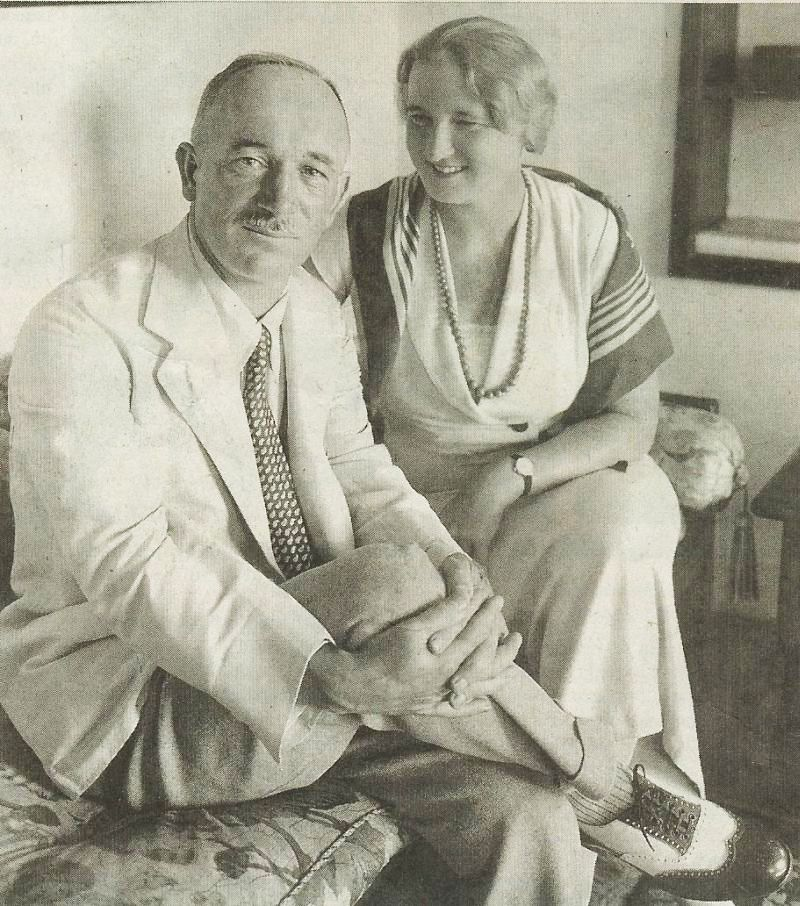
Edvard Beneš mit Ehefrau (1934)

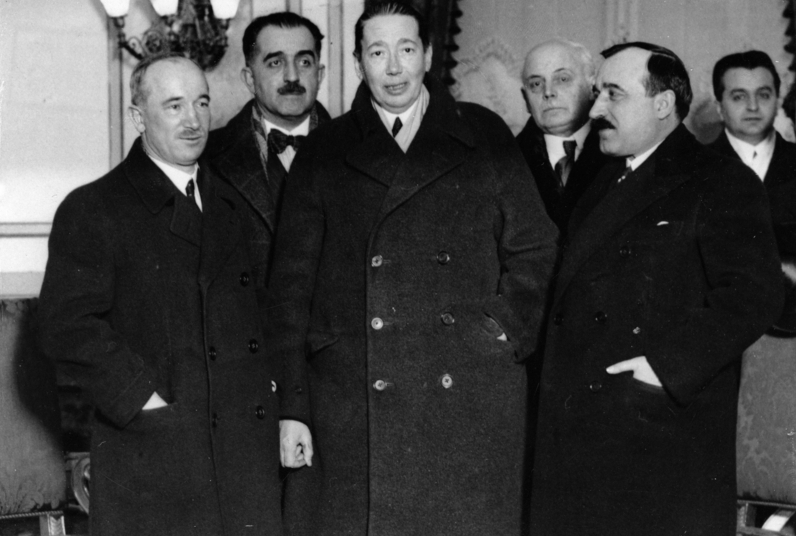
Konferenz der Kleinen Entente in Belgrad, Beneš mit Nicolae Titulescu (ro) und Bogoljub Jevtić (yu)

Von 1918 bis 1935 war Beneš ununterbrochen Außenminister der ČSR unter Staatspräsident Tomáš Garrigue Masaryk, 1935 wurde er dessen Nachfolger. 1921–1922 war er auch Regierungschef.
Politisch beheimatet war er in der Tschechoslowakischen Volkssozialistischen Partei (Československá strana národně socialistická, kurz ČSNS), deren stellvertretender Vorsitzender er bis 1935 auch war. Zu dieser Partei stieß er mehr oder weniger unfreiwillig, da er vom Kabinett von 1923 als Außenminister nur geduldet wurde, wenn er seine politische Unabhängigkeit formal aufgab und einer der Parlamentsparteien beitrat. Sie besteht bis heute und hatte zu keiner Zeit Verbindungen zum deutschen Nationalsozialismus.
Hinsichtlich der tschechisch-slowakischen Beziehungen zählte er zu den führenden Verfechtern des Tschechoslowakismus. So erklärte er 1943 im Londoner Exil:

„Ich vertrete unerschütterlich die Ansicht, dass die Slowaken Tschechen sind und die slowakische Sprache ein Dialekt der tschechischen Sprache ist, so wie es sich mit dem Hanakischen oder anderen Dialekten der tschechischen Sprache verhält. Ich hindere niemanden daran von sich zu sagen, er sei ein Slowake, aber nie werde ich die Erklärung zulassen, es gäbe eine slowakische Nation.“

Beneš war gegen die kommunistische Oktoberrevolution in Russland 1917 und orientierte die tschechoslowakische Politik als Außenminister eher anti-sowjetisch und neoslawistisch. Er war sich allerdings der Notwendigkeit der Zusammenarbeit mit der Sowjetunion bewusst. 1931 wurde auf seine Initiative hin der „Donauplan“, ein Zollabkommen, welches den vergünstigen Export von landwirtschaftlichen Gütern aus dem Balkan und Import von industriellen Gütern der Westmächte vorsah, lanciert. Nachdem 1933 Adolf Hitler an die Macht gekommen war, erkannte die Tschechoslowakei am 9. Juni 1934 unter der Führung von Beneš (und mit der Zustimmung Frankreichs) die UdSSR de jure als Staat an und schloss 1935 einen Freundschaftsvertrag mit ihr. Seinen westlichen Verbündeten, insbesondere Frankreich, war dieser Vertragsschluss jedoch suspekt.
In der zweiten Hälfte der 1920er Jahre war Beneš Teilnehmer an den Treffen der informellen Stammtischgruppe Prager Intellektueller Pátečníci.

## Beneš als Staatspräsident (1935 bis 1938)

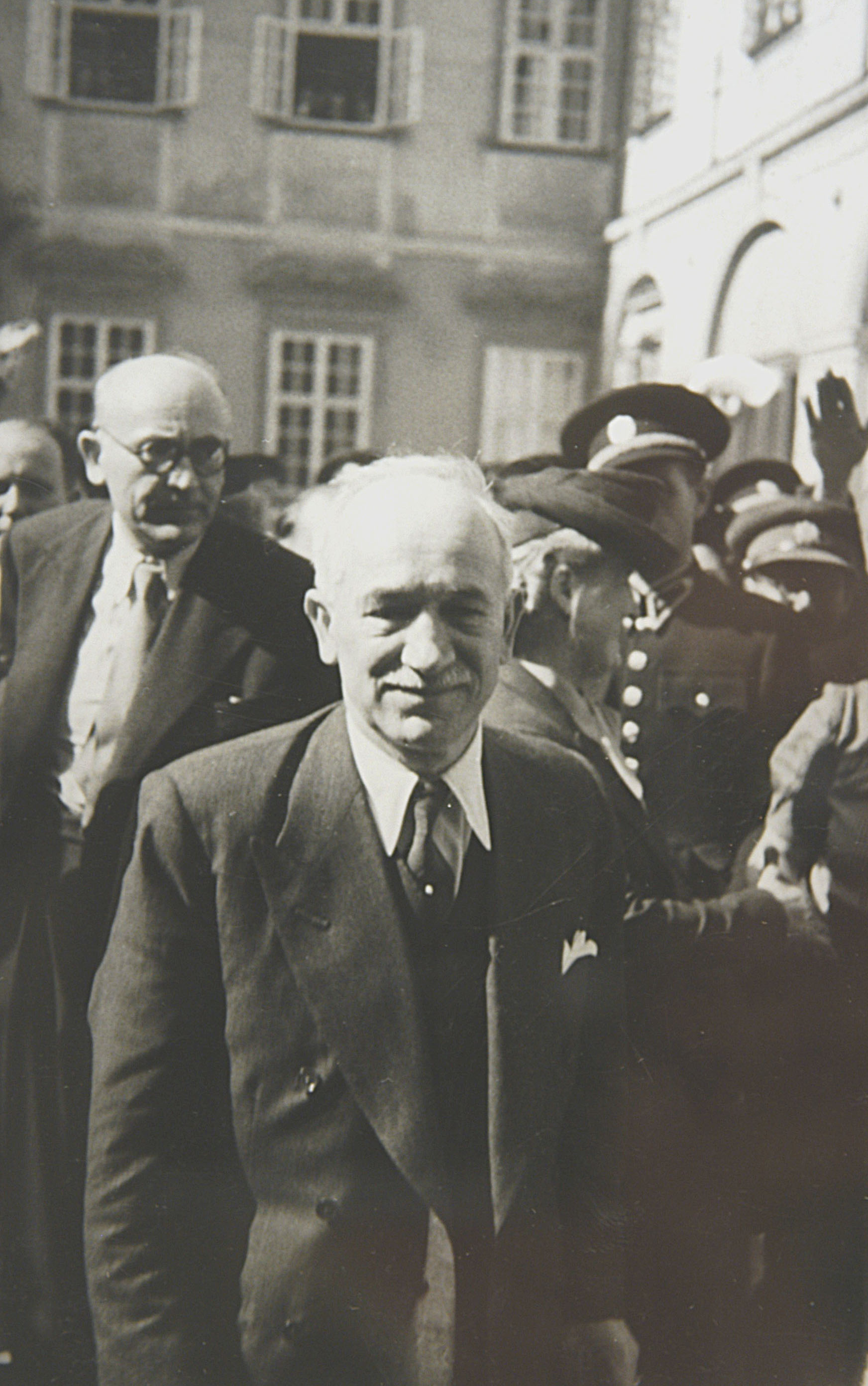
Staatspräsident Beneš bei einem Besuch 1938

Als Hitler nach dem „Anschluss Österreichs“ im März 1938 auch die Eingliederung der Sudetengebiete forderte, ließ Beneš die tschechoslowakische Armee mobilisieren und hoffte auf Unterstützung Frankreichs, mit dem seit Januar 1924 ein Bündnis bestand, und der Bündnispartner aus der Kleinen Entente im Falle eines deutschen Angriffs. Im September 1938 schlug Beneš in einem internen Schreiben an seinen Gesundheitsminister Nečas in Paris vor, Deutschland einen Teil des Sudetenlandes abzutreten (rund 5.000 von 28.000 Quadratkilometern, also ca. 18 Prozent) und gleichzeitig einen großen Teil der in der Tschechoslowakei verbleibenden deutschsprachigen Bevölkerung (nach Beneš’ überschlägigen Berechnungen etwa 2,2 Mio. Personen) zwangsauszusiedeln. Großbritannien und Frankreich verweigerten nach anfänglichen Zusagen ihre Zustimmung zu diesem Plan. Stattdessen wurde Hitler im Münchner Abkommen (September 1938) das Sudetenland zugestanden, in der Hoffnung, einen Krieg zu vermeiden.
Nach dem Münchner Abkommen lehnte Beneš das Angebot militärischer Hilfe seitens der Sowjetunion als unrealistisch ab.
Beneš verschaffte, vor allem während seiner Zeit als Staatspräsident, vielen von den Nationalsozialisten verfolgten Deutschen und Österreichern Pässe, mit deren Hilfe sie nach Übersee emigrieren konnten.
Am 5. Oktober 1938 trat Beneš zurück und flog einige Tage später nach London. Seinem Nachfolger Emil Hácha gratulierte er kurz darauf zu dessen Wahl.

## Beneš im Londoner Exil
Nach einiger Zeit als Privatperson im Exil gründete Edvard Beneš dort im Jahre 1940 die Tschechoslowakische Exilregierung und beanspruchte das Präsidentenamt wieder für sich. Im Laufe des Zweiten Weltkrieges wurde Beneš von den Alliierten schließlich als tschechoslowakischer Präsident anerkannt. Intensiv arbeitete er nun auf die Wiederherstellung der Tschechoslowakei in den Grenzen vor dem Münchner Abkommen und der möglichst vollständigen Vertreibung der insgesamt 3,4 Millionen Deutschen hin. Bei einem Gespräch mit US-Präsident Franklin D. Roosevelt am 12. März 1943 ermächtigte Roosevelt seinen Gast – so jedenfalls die Darstellung von Beneš – zur Ausweisung der Deutschen aus der Tschechoslowakei nach Ende des Krieges. In einer von Großbritannien aus gesendeten Rundfunkansprache erklärte Beneš am 27. Oktober 1943:

„In unserem Land wird das Ende dieses Krieges mit Blut geschrieben werden. Den Deutschen wird mitleidlos und vervielfacht all das heimgezahlt werden, was sie in unseren Ländern seit 1938 begangen haben. Die ganze Nation wird sich an diesem Kampf beteiligen, es wird keinen Tschechoslowaken geben, der sich dieser Aufgabe entzieht, und kein Patriot wird es versäumen, gerechte Rache für die Leiden der Nation zu nehmen.“

Infolge seiner Enttäuschung über die 1938 ausgebliebene Unterstützung durch die Westmächte näherte sich Beneš ab 1943 zunehmend an die Sowjetunion als wichtigsten Garanten für eine Wiedererrichtung des tschechoslowakischen Staates an. Nachdem die Niederlage Deutschlands im Osten absehbar wurde, unterzeichnete er am 12. Dezember 1943 in Moskau mit Stalin einen tschechoslowakisch-sowjetischen Beistandsvertrag, der auch eine enge Zusammenarbeit in der Nachkriegszeit festlegte. Bei diesem Treffen stimmte Stalin den Plänen Beneš’ zur Vertreibung der Sudeten- und Karpatendeutschen sowie einer teilweisen Vertreibung und Enteignung der 720.000 Ungarn in der Südslowakei zu. Nachfolgend wurde Beneš zu einem der deutlichsten Befürworter von Stalins Absichten einer Expansion der Sowjetunion nach Westen. Er begrüßte die polnische Westverschiebung, da dadurch Deutschland verkleinert wurde, und sicherte Stalin die Karpatenukraine zu. In Moskau vereinbarte Beneš mit den Kommunisten und Linkssozialisten unter Klement Gottwald die Errichtung einer Nationalen Front, bei der die anderen Parteien der Ersten Republik ausgeschlossen blieben. Im März 1945 reiste er erneut nach Moskau und führte Verhandlungen mit Gottwald über eine Beteiligung der Moskauer Gruppe an seiner Regierung, bei denen er umfangreiche Zugeständnisse machte.

## Zweite Präsidentschaft (1945 bis 1948)

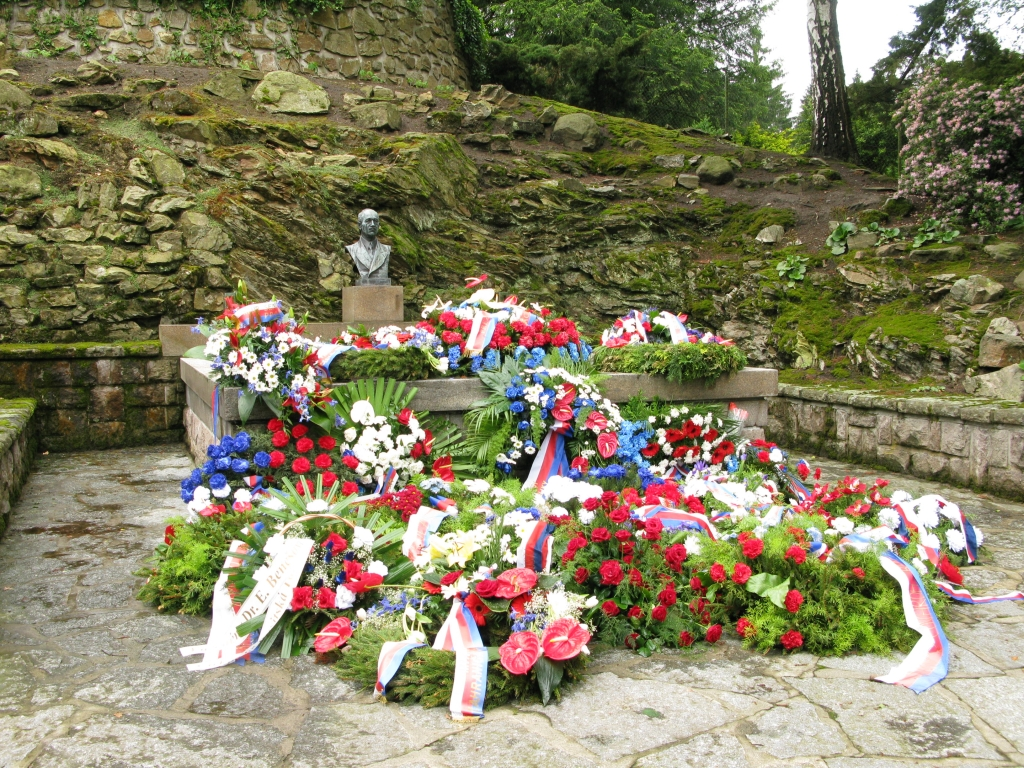
Beneš’ Grab

Das im Ergebnis seiner Moskauer Verhandlungen erarbeitete Kaschauer Programm wurde am 5. April 1945 in Košice, dem provisorischen Sitz der Regierung der Nationalen Front, durch den Ministerpräsidenten Zdeněk Fierlinger verkündet. Darin wurden unter anderem das Verbot der konservativen Parteien der Ersten Republik, eine Wiederangliederung der Slowakei unter Wahrung von Autonomie, die Aussiedlung von Bürgern deutscher und ungarischer Nationalität, die die Nationalsozialisten unterstützt hatten, die Verstaatlichung des Großgrundbesitzes und von Industrieunternehmen und Banken, die Bestrafung von Kollaborateuren und eine Zusammenarbeit mit der Sowjetunion erklärt.
Im Mai 1945 kehrte Beneš aus der Sowjetunion in seine Heimat zurück und übernahm wieder das Amt des Staatspräsidenten. Die Schaffung eines einheitlichen tschechoslowakischen Nationalstaates blieb der Dreh- und Angelpunkt seines politischen Programms. Am 29. Juni 1945 unterzeichnete Edvard Beneš die Abtretung der Karpatenukraine an die Sowjetunion.
Unmittelbar nach seiner Rückkehr nach Prag am 16. Mai 1945 verkündete er einer begeisterten Menge auf dem Altstädter Ring:

„Es wird notwendig sein …, insbesondere kompromisslos die Deutschen in den tschechischen Ländern und die Ungarn in der Slowakei völlig zu liquidieren, soweit diese Liquidierung im Interesse des einheitlichen Nationalstaates der Tschechen und Slowaken überhaupt nur möglich ist. Unsere Losung muss es sein, unser Land kulturell, wirtschaftlich und politisch endgültig zu entgermanisieren.“

In seiner Rede in Mělník am 14. Oktober 1945 erklärte Beneš:

„In letzter Zeit werden wir jedoch in der internationalen Presse kritisiert, dass der Transfer der Deutschen in einer unwürdigen, unzulässigen Weise durchgeführt würde. Wir tun angeblich dasselbe, was die Deutschen uns angetan haben; wir greifen angeblich unsere eigene nationale Tradition und unseren bisher moralisch unangetasteten Ruf an. Wir machen angeblich einfach die Nationalsozialisten in ihren grausamen unzivilisierten Methoden nach.

Mögen diese Vorwürfe im Einzelnen wahr sein oder nicht, ich erkläre ganz kategorisch: Unsere Deutschen müssen ins Reich fortgehen und sie werden auf alle Fälle fortgehen. Sie werden aufgrund ihrer eigenen horrenden Moralschuld, aufgrund ihrer Taten bei uns vor dem Krieg und aufgrund ihrer ganzen Kriegspolitik gegen unseren Staat und unser Volk fortgehen. Die, die als unserer Republik treugebliebene Antifaschisten anerkannt werden, können bei uns bleiben. Aber unser ganzes Vorgehen in der Angelegenheit ihrer Abschiebung ins Reich muss human, anständig, richtig, moralisch begründet sein. […] Alle untergeordneten Organe, die dagegen verstoßen, werden sehr entschieden zur Ordnung gerufen werden. Die Regierung wird in keinem Fall erlauben, dass der gute Ruf der Republik durch unverantwortliche Elemente zerstört wird.“

Auf der Potsdamer Konferenz (Abschluss am 2. August 1945) stimmten die drei alliierten Siegermächte USA, Großbritannien und UdSSR der Überführung („Transfer“) der Ost- und Sudetendeutschen in „ordnungsgemäßer und humaner Weise“ zu. Auch sollten die Sudetendeutschen wie auch die Ungarn als „Kollaboranten und Verräter“ und unerwünschte Ethnien entschädigungslos enteignet werden. Deutsche, die während der deutschen Besatzung als Bürger loyal zur Tschechoslowakei gestanden hatten, sollten nach dem Kaschauer Programm von der Enteignung und anderen Repressionsmaßnahmen unbehelligt bleiben. Ein Teil der im Oktober 1945 erlassenen Beneš-Dekrete bestimmte nicht nur die teilweise Verstaatlichung der tschechoslowakischen Wirtschaft, sondern auch eine über das Kaschauer Programm hinausgehende generelle Enteignung und Vertreibung der Deutschen bis auf wenige Ausnahmen.
Am 25. Februar 1948, bereits schwer krank, nahm Beneš unter Druck das Rücktrittsangebot der nichtkommunistischen Minister an und ermöglichte damit die Machtergreifung durch die Kommunisten. Im Mai 1948 verweigerte er noch die Unterschrift unter die neue kommunistische Verfassung, am 7. Juni 1948 trat er zurück.
Sein Nachfolger wurde Klement Gottwald.

## Privates
Beneš war verheiratet mit Hana Benešová (geborene Anna Vlčková, 1885–1974), mit der er seit der Jugendzeit in Paris bekannt war. 1928 erwarb er im Rahmen einer Landreform das südböhmische Schlossgut Pluhův Žďár vom Fürstenhaus Paar. Nach 1948 wurde der Besitz beschlagnahmt; 1992 wurde er den Nachkommen Beneš’ zurückübertragen.

## Würdigungen

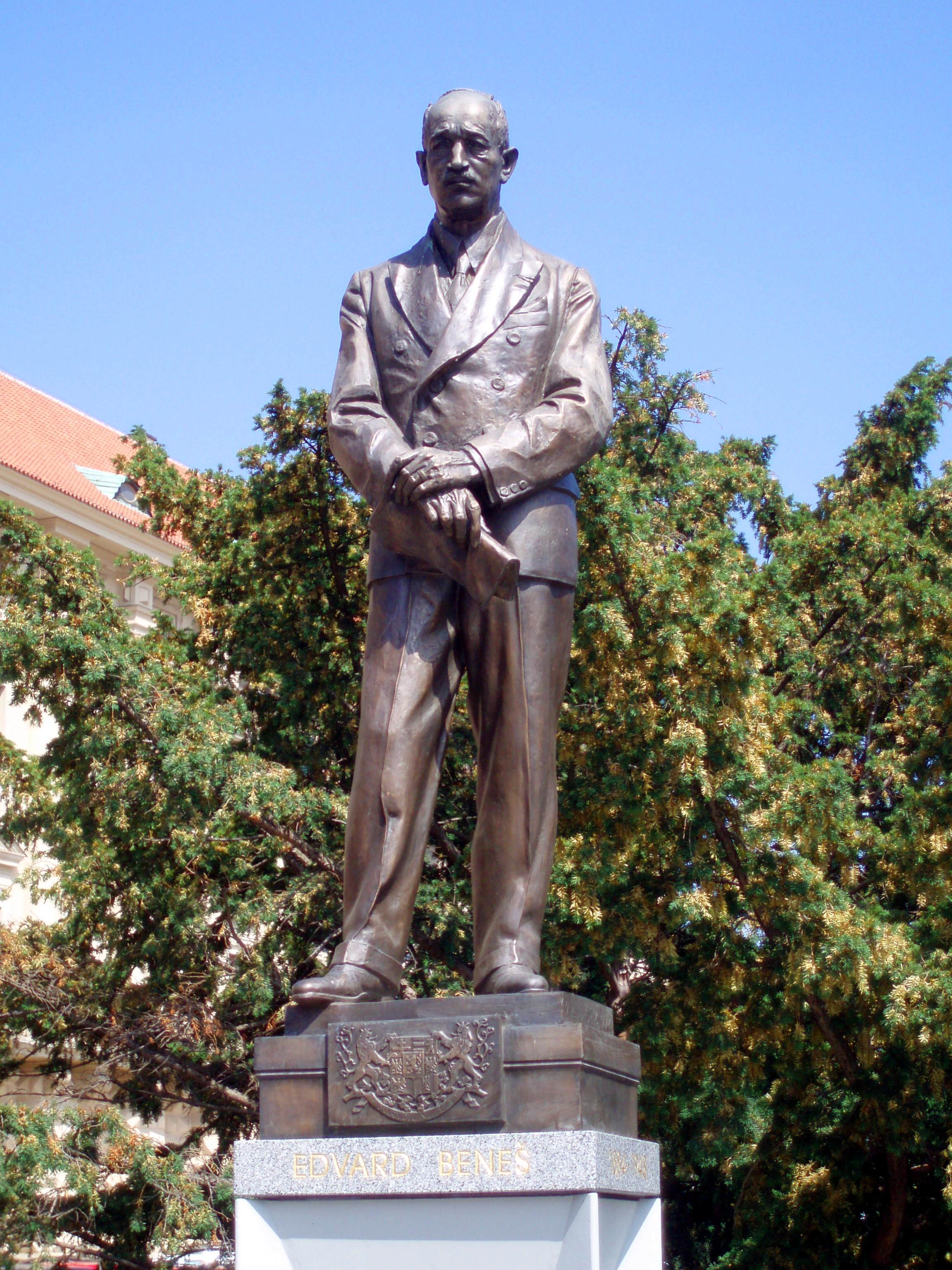
Beneš-Standbild in Prag

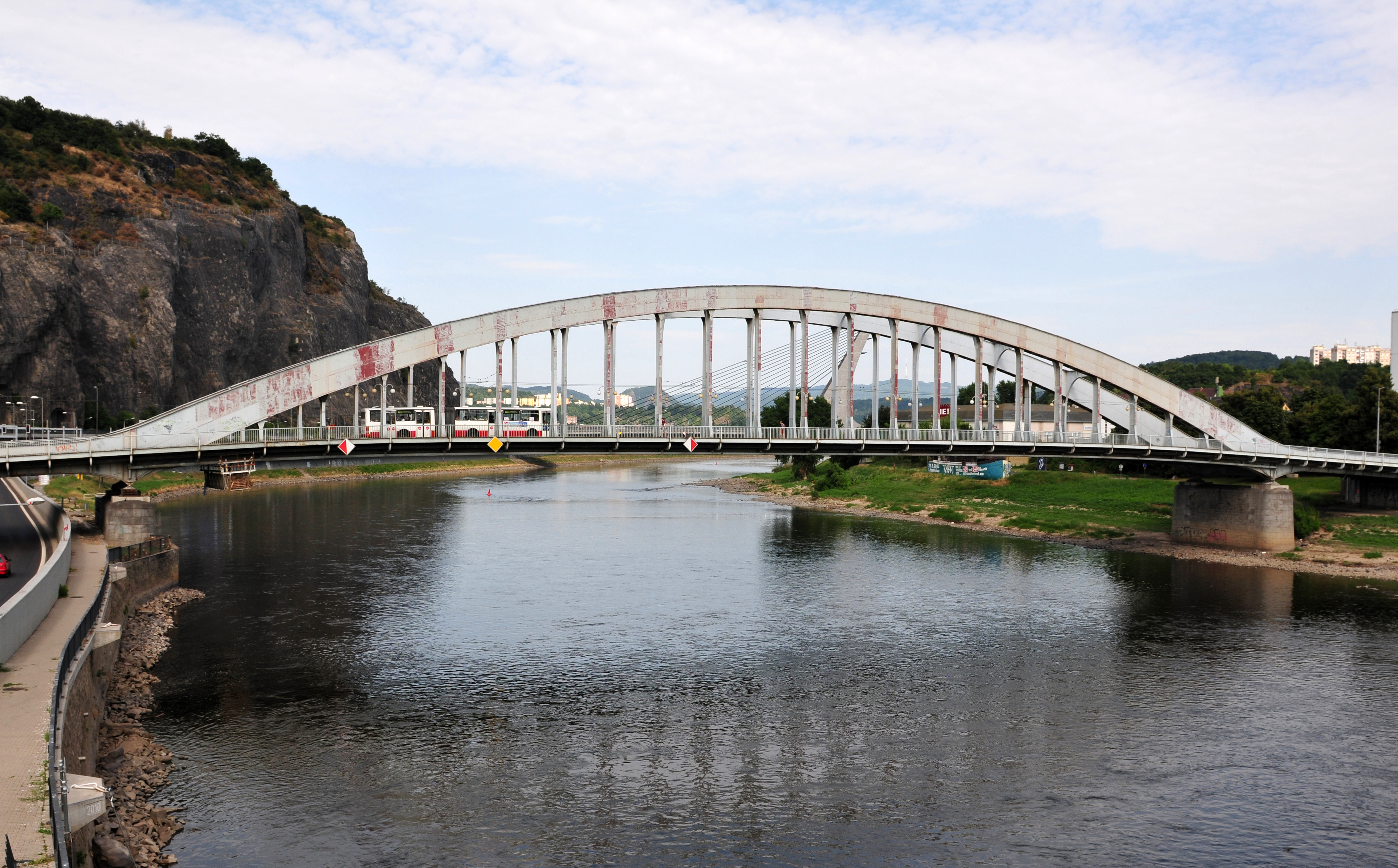
Dr.-Edvard-Beneš-Brücke in Aussig

Die American Philosophical Society zeichnete Beneš 1939 für seine Penrose Memorial Lecture mit dem Titel „Politics as Art and Science“ mit ihrer Benjamin Franklin Medal aus.
Während für Edvard Beneš bis 1989 kein Denkmal errichtet wurde, setzte seine öffentliche Verehrung verstärkt nach der Samtenen Revolution ein. So steht seit Mai 2005 ein überlebensgroßes Standbild von Karel Dvořák (1893–1950) für Edvard Beneš auf dem Loretánské náměstí (Loretoplatz), auf dem Prager Hradschin unmittelbar gegenüber dem Außenministerium im Stadtzentrum von Prag (Praha 1). In seinem Sommersitz und Sterbeort Sezimovo Ústí wurde im Oktober 2001 eine Gedenkstätte für ihn eröffnet. Ferner wurden zahlreiche Straßen, Brücken (wie die Dr.-Edvard-Beneš-Brücke) und Plätze nach ihm benannt.
Von Jiří Gruša wurde 2011 die zweifache Kapitulation Beneš’ vor Hitler und vor Stalin thematisiert. Er bezeichnete Beneš als „das tschechische Enigma“ (Rätsel).